# Colisão no ar na Armênia em 1981
A colisão no ar na Armênia (português brasileiro) ou Arménia (português europeu) em 1981 ocorreu em 18 de julho de 1981, quando uma aeronave soviética Sukhoi Su-15 colidiu com a cauda de um Canadair CL-44 da empresa de transporte comercial argentina Transporte Aéreo Rioplatense que havia se desviado para o espaço aéreo soviético na República Socialista Soviética da Armênia. Os três tripulantes e um passageiro no avião argentino morreram; enquanto o piloto soviético foi capaz de ejetar-se de sua aeronave e sobreviver.
Até hoje, não está claro se o acidente foi intencional; o piloto soviético disse que foi uma tentativa deliberada de derrubar a aeronave considerada inimiga, enquanto especialistas em aviação ocidental que examinaram o acidente disseram que ele julgou mal uma curva e posteriormente inventou uma história de sacrifício. Outras versões fazem alusão direta a um tiro de míssil antes que ele pudesse deixar o território soviético.

## Antecedentes
Como parte do caso Irã-Contras, Israel e Argentina colaboraram com os Estados Unidos para enviar armas ao Irã para ajudar a construir uma contrarrevolução na Nicarágua. A empresa Transporte Aéreo Rioplatense foi revelada para ser operada por oficiais de alta patente da Força Aérea Argentina, que transportam equipamento militar de Israel para o Irã, em apoio a este último durante sua guerra com o Iraque.
O escocês Stuart Allen McCafferty foi contratado para transportar 360 toneladas de tanques, peças e munições fabricadas pelos Estados Unidos de Tel Aviv para Teerã. McCafferty supostamente dirigiu vários voos charter para os Estados Unidos, oferecendo ao país 175 mil dólares para operar 15 voos que transportariam “produtos farmacêuticos” entre Israel e o Irã, mas sua proposta não despertou interesse. Em junho de 1981, McCafferty viajou para Buenos Aires, onde convenceu a empresa Transporte Aéreo Rioplatense e contratou seu avião de carga CL-44.
Depois de concluir os dois primeiros (dos doze) voos de Tel Aviv para Teerã, via Lárnaca, no Chipre, a companhia aérea estava retornando ao Chipre depois de ter entregado o terceiro voo de entrega ao Irã em 18 de julho de 1981, quando ocorreu o incidente.

## Incidente

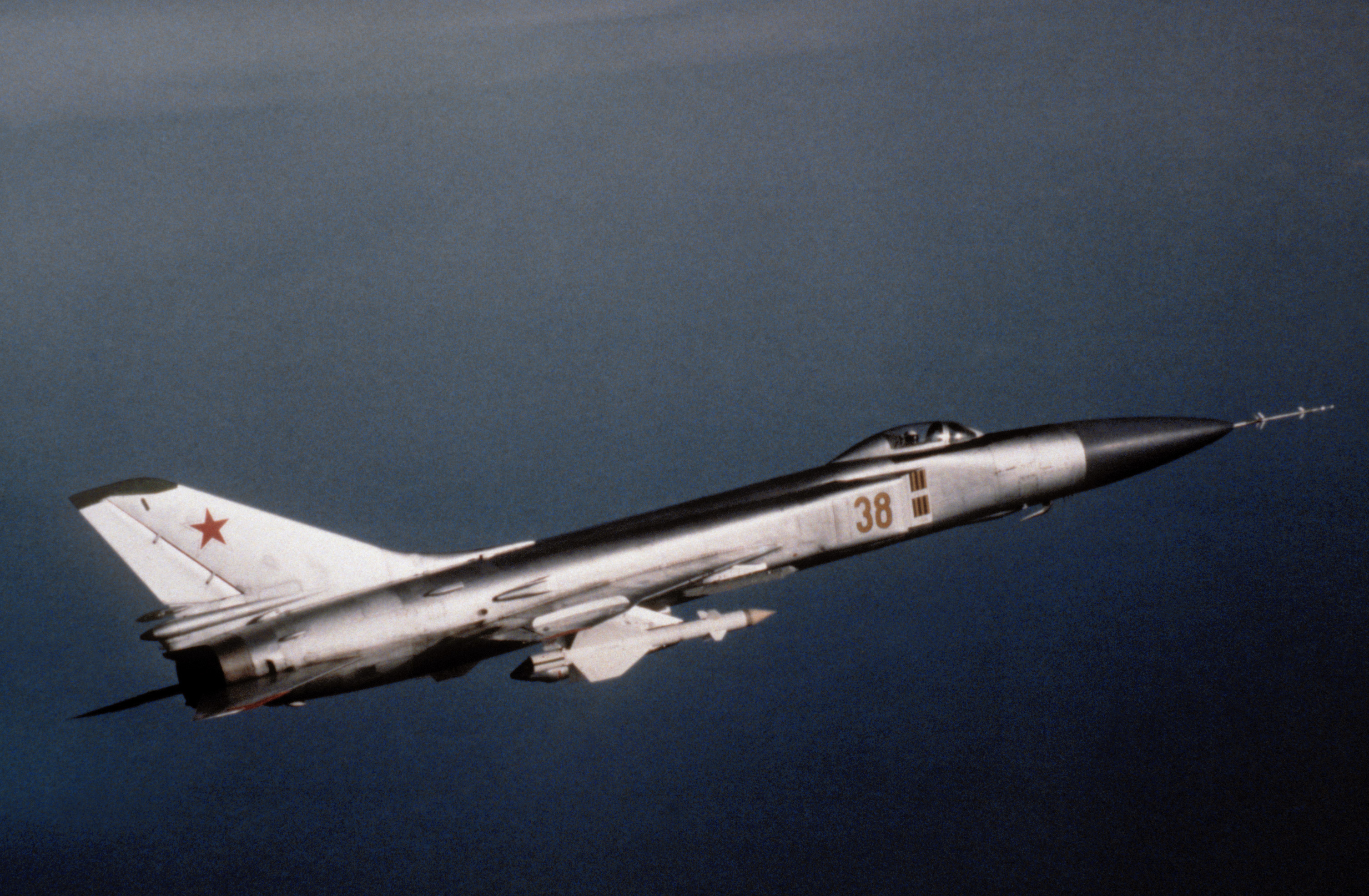
Um avião de caça Su-15.

Em seu voo de volta de Teerã, o avião se desviou de seu curso. Então, dirigindo-se para a fronteira com a Turquia, perdeu-se no espaço aéreo soviético na República Socialista Soviética do Azerbaijão, levando os soviéticos a enviar um Su-15 para interceptar a aeronave. Segundo relatos soviéticos, a tripulação não respondeu às chamadas de rádio e pistas visuais dos pilotos de caça.
A tripulação do CL-44 tentou afastar-se da área e o piloto soviético direcionou seu avião para a cauda da aeronave argentina, causando a colisão no ar a 50 quilômetros de Erevã, na República Socialista Soviética da Armênia. O piloto de caça soviético conseguiu expulsar-se e sobreviver, mas os quatro ocupantes do CL-44, que eram três tripulantes chamados Héctor Cordero, Hermette Boasso e José Butragueño e o escocês McCafferty, morreram. Jenni, o traficante de armas que adquiriu as armas que foram entregues pelo avião a Teerã, alegou que o avião foi abatido a 201 quilômetros no território turco.

## Investigação
A mídia argentina, afetada pelo “bloqueio informativo” da ditadura militar, aludiu simplesmente à queda e à investigação realizada pela embaixada daquele país em Moscou, a cargo de Leopoldo Bravo.
A mídia britânica The Sunday Times aludiu a um disparo de míssil e a uma mudança no curso do avião argentino, gerado inicialmente por um movimento de farol que o desviou alguns quilômetros em direção ao seu território.
Anos depois, o brigadeiro Rodolfo Echegoyen, que estava investigando o caso da embaixada argentina em Moscou, foi encontrado morto com um tiro na boca e vários socos no rosto. Embora houvesse suspeitas, essa morte não poderia estar diretamente relacionada ao acidente de avião.